# Clotilde assise sur un canapé
Clotilde assise sur un canapé est une huile sur toile du peintre espagnol Joaquín Sorolla réalisée en 1910. Ses dimensions sont de 180 × 110 cm.
Il s'agit d'un portrait de l'épouse de l'artiste, Clotilde García del Castillo, assise sur un canapé et observant le spectateur. Elle a un livre sur les genoux, comme si elle avait été interrompue durant sa lecture. Elle est représentée comme une femme raffinée, reflétant un statut social établi et miroir du succès artistique de son mari. Elle porte de délicates chaussures à talon et une élégante robe blanche que Sorolla a peinte directement sur la préparation de la toile pour rendre les qualités de transparence de la gaze,.
L’œuvre est exposée au Musée Sorolla de Madrid.